# 双極症
双極症（そうきょくしょう、英: bipolar disorder、ドイツ語: bipolare Störung）、あるいは双極性障害（そうきょくせいしょうがい）は、通常の気分をはさんで躁病（そうびょう）と抑うつの病相（エピソード）を呈する精神疾患である。古くは躁うつ病（そううつびょう、躁鬱病）と呼称された。 
激しい躁状態 を特徴とする双極症I型は社会的信用・財産・職を失いかねかないレベルの気分高揚に伴い、極端な社交的化・睡眠時間の激減・衝動性増大・浪費・衝動的言動を行う期間が定期的に起こる。 双極症II型は周囲から「何だかあの人らしくない」「元気すぎる」と思われるレベルで済む軽い躁的な状態（軽躁状態）の期間が定期的に起こる場合に診断される。
治療方法としては予防に気分安定薬の服用が必要となることが一般的であるが、症状が軽い双極症II型に対する薬物療法はケースバイケースで判断される。ただし、両者とも生活習慣の改善が必要となる。
世界保健機関（英: World Health Organization、略称:WHO）は世界で6000万人が罹患していると推定している。好発年齢は25歳で、初回発病は15から19歳からであり12歳以下は稀である気分の高揚に伴い、対人関係において見知らぬ人にまで積極的に話しかけるといった変化や、睡眠時間の著しい減少、活動性の亢進を示すことがある。また、衝動的な行動として、ギャンブルへの過剰な投資、高額なローンによる購買、職場における衝動的な言動（例：上司との激しい口論の末の辞職）などが見られ、これらが社会的信用や財産、職を失うといった結果を招く場合がある。35歳以上でも別の原因が念頭に置かれる。一卵性双生児における一致率は50から80%と、二卵性双生児 (5から30%) よりも高いことから、遺伝要因の関与が高いことが指摘されている。
適切な薬物療法と心理社会的治療の併用により、回復することができる（治療法については、「双極症#治療」を参照）。

## 種類別症状と診断

### 1型と2型の相違点
双極症は症例によっては特定の季節に再発を繰り返す人もいる。
双極症は、躁病を伴う双極症I型（英: bipolar I disorder）と、軽躁病を伴う双極症II型（英: bipolar II disorder）に区分される。躁病、または混合状態が1回認められれば、双極症I型と診断される。抑うつと躁病と、これらの症状のない寛解期とをはさみながら循環することが多い。躁病あるいは抑うつから次のエピソードまでの間隔について、平均だと数年間である。また、躁病と抑うつの症状の移行期に、躁と鬱が混ざった症状が出現する混合状態（混合性エピソード）が生じる人もいる。
一方で、双極症II型では、抑うつと軽躁病のエピソードのみが認められる。軽躁病は、躁症状が軽いことで患者や家族には「病気」とは認識されにくいため、自覚的には反復性のうつ病であると考えている場合も多い。

### 躁転・鬱転の交代
抑うつから急に躁状態になること（躁転）、その逆(鬱転)もレアでなく、一晩のうちに躁転・鬱転することもある。1年のうちに4回以上の抑うつ状態と躁状態の「交代」を繰り返すケースは急速交代化（ラピッドサイクリング）と区別されている。このケースは急速交代型双極性障害（英: Rapid Cycler）と呼び、双極症患者の10～15％に見られる。

### 躁エピソードによる鬱病との区別と診断
双極症の診断は専門家であっても、鬱病との区別がしばしば困難なケースがある。とくに、純粋な単極性うつ病から、双極症を原因とした抑うつを鑑別することは困難である。若年発症では、最初のいくつかのエピソードは抑うつである可能性が高い。双極症と診断されるには、躁病または軽躁病エピソードを医師が知る必要があるが、多くの患者はそれを認知しておらず話さないため、最初の診断および治療ではうつ病とされる傾向にある。

#### 患者の躁状態と躁鬱の自覚による差
鬱病の自覚で病院に来た16%が実は双極性障害であった。なぜなら、一般的に、患者本人は躁状態を病気だと認識出来ず、「調子がよい」「これが本来の自分なのだ」と思うからである。逆に、最初から躁病の自覚があれば双極性障害と診断可能である。抑うつから始まって鬱病の自覚しか無い場合には、うつ病と診断されることになり、明確に躁病あるいは軽躁病が現れるまでは適切な治療は実施できないことになる。診断が難しい。
肉親に双極性障害の人がいる場合や、発症年齢が若い（25歳未満）場合、幻聴・妄想などの精神病性の特徴を伴う場合、過眠・過食などの非定型症状を伴う場合などは、双極性障害の可能性が高まる。身体愁訴などの症状は少なく、精神運動制止が強いなどの特徴がある。自覚的にはうつ病であっても、親が双極性障害を持っている場合は、それを伝えることが望ましい。病前性格は社交的で気分が変わりやすい傾向（循環気質）が見られるとされ、うつ病に特徴的な執着性格やメランコリー親和型性格とは異なるとされてきた。しかし、前向き研究では確認されておらず、最近ではこうした性格は、既に気分循環症を発症していたと考える方向にある。

### パーソナリティ障害との併存ケース
双極症の患者には、なんらかのパーソナリティ障害も伴っているケースが高いことが、統計的に確立している。その中でも、境界性パーソナリティ症を疾患にもつ患者は、双極症でもある確率が高いと指摘されている。双極症の研究の第一人者であるハゴップ・アキスカルは、はじめ抑うつ神経症、境界性パーソナリティ症と気分症に関する研究を行っていたが、双極症を限定的に定義する診断基準に疑問を持っていた。「三環系抗うつ薬で躁転を示す気分失調症は双極型とすべきである」「思春期前にも躁・軽躁エピソードが見られる」「双極症は社会的適応、対人関係、薬物乱用に影響する」など指摘。多くの症例を双極スペクトラム概念としてとらえる必要性があると説いた。それ以前にもクレペリンが双極症の様々な経過類型について記述しており、双極症を一元的にとらえていたとされる。

### 躁病エピソード
躁病とは、気分の異常な高揚が続く状態である。躁病の初期には、患者は明るく開放的であることもあるが、症状が悪化するとイライラして怒りっぽくなる場合も多い。自覚的には、エネルギーに満ち快いものである場合が多いが、社会生活に種々のトラブルを引き起こすことが多い。アメリカ精神医学会によるガイドラインDSM-IV-TRによる躁状態の診断基準は、以下の症状がAを含む4つ以上みられる状態が1週間以上続き、社会活動や人間関係に著しい障害を生じることである。
1. 気分が異常かつ持続的に高揚し、開放的で、またはいらだたしい、いつもとは異なった期間が少なくとも1週間持続する。
2. 自尊心の肥大: 自分は何でもできるなどと気が大きくなる。
3. 睡眠欲求の減少: 眠らなくてもいつも元気なまま過ごせる。
4. 多弁: 一日中しゃべりまくったり、手当たり次第に色々な人に電話をかけまくる。
5. 観念奔逸: 次から次へ、アイデア（思考）が浮かんでくる。具体的には、文章の途中で、次々と話が飛ぶことなども含まれる[23]。
6. 注意散漫: 気が散って一つのことに集中できず、落ち着きがなくなる。
7. 活動の増加: 仕事などの活動が増加し、よく動く。これは破壊的な逸脱行動にも発展しうる。
8. 快楽的活動に熱中: クレジットカードやお金を使いまくって旅行や買物をする、性的逸脱行動に出る。

### 抑うつエピソード
双極性障害の抑うつは単極性のうつ病と症状が似ており、完全に区別はできない。うつ病と異なり、抗うつ薬の処方は躁転させる危険性が高いため、出来るだけ処方を控えるようになっている。特に、三環系抗うつ薬と呼ばれる古いタイプの抗うつ薬では、躁転、急速交代化など、悪化する恐れがある。単極性のうつ病に比べると、難治な傾向があると言える。DSM-IV-TRによるうつ状態の診断基準は、以下の症状が5つ以上みられる状態が2週間以上続き、社会活動や人間関係に著しい障害を生じることである。これらの症状のうち少なくとも1つは、（1）抑うつ気分、あるいは（2）興味または喜びの喪失である。
1. 抑うつ気分。
2. 興味、喜びの著しい減退。
3. 著しい体重減少、あるいは体重増加、または、食欲の減退または増加。
4. 不眠または睡眠過剰。
5. 精神運動性の焦燥または抑止。
6. 疲労感または意欲の減退。
7. 無価値感、または過剰であるか不適切な罪責感。
8. 思考力や集中力の減退、または、決断困難がほとんど毎日認められる。
9. 死についての反復思考（死の恐怖だけではない）、特別な計画はないが反復的な自殺念慮、または自殺企図するためのはっきりとした計画。

### 混合性エピソード
抑うつの特徴と躁病の特徴が両方見られる状態を指す。行動は増えているのに気分はうっとうしいという場合が多いため、自殺の危険性が高い。DSM-IV診断基準では、混合状態が出現した場合、双極I型障害と診断される。近年、DSM-IVの混合性エピソードの診断基準を完全に満たさなくても、ある程度、躁病と抑うつが混在していれば混合状態と見なす立場もある。焦燥が強いうつ状態を抑うつ混合状態と呼ぶ場合がある。その場合は、双極II型障害でも混合状態が見られることになる。DSM-IV-TRによる混合状態の診断基準は、躁病エピソードの基準と抑うつエピソードの基準が1週間以上にわたり続き、社会活動や人間関係に著しい障害を生じることである。

### 軽躁病エピソード
躁病と類似しているが、入院するほど重篤ではなく、精神病性の特徴（幻聴・妄想）もないなど、社会生活に大きな支障をきたさないことが特徴である。期間の面でも、躁病は7日以上とされているのに対し、軽躁病は4日間以上とされている。過去の軽躁病を的確に診断することは容易ではない。DSM-IV-TRによる 軽躁病の診断基準は、以下の症状がAを含む4つ以上みられる状態が4日間以上続くことである。
A. 持続的に高揚した、開放的な、またはいらだたしい気分が、少なくとも4日間続くはっきりとした期間があり、それは抑うつのない通常の気分とは明らかに異なっている。
1. 自尊心の肥大: 自分は何でもできるなどと気が大きくなる。
2. 睡眠欲求の減少: 眠らなくてもいつも元気なまま過ごせる。
3. 多弁: 一日中しゃべりまくったり、手当たり次第に色々な人に電話をかけまくる。
4. 観念奔逸: 次から次へ、アイデア（思考）が浮かんでくる。具体的には、文章の途中で、次々と話が飛ぶことなども含まれる。
5. 注意散漫: 気が散って一つのことに集中できず、落ち着きがなくなる。
6. 活動の増加: 仕事などの活動が増加し、よく動く。これは破壊的な逸脱行動にも発展しうる。
7. 快楽的活動に熱中: クレジットカードやお金を使いまくって買物をする、性的逸脱行動に出る。

軽躁状態を自覚するには生活記録をつけるなど、客観的に生活を把握することが大事である。さらにそれを医師と共有して、的確な指導を受けることが必要である。また、家族にも協力を仰いで軽躁病エピソードの把握や助言を得なければならない。

### 過去の分類
以前のICD-10とDSM-IV（ 1994年）では、うつ病とともに気分障害に分類された。ICD-10における診断名は双極性感情障害である。

## 他の障害の併存と鑑別
正常な気分の変動では、悲しみや高揚はあるが著しい苦痛や機能障害はない。特に35歳以上で初めて発症した場合には、身体疾患や抗うつ薬、薬物の影響の可能性が念頭に置かれる。
躁病エピソードは素人でもわかるくらい分かりやすい。軽躁病エピソードしかない場合には双極II型障害であり、また軽躁病の期間が短いとか治療薬や薬物の影響があるとか、長く抑うつを呈していた人が正常な気分であるときに高揚とか変な感じを訴えたりもするため鑑別が難しく、家族歴が参考となることもある。
双極性障害では合併も多い。
双極II型の場合、50から60%の確率で並存が認められ、2つ以上であることもまれではないという。並存として多いものには、アルコールや薬物依存症が約30%、過食症やむちゃ食い障害が13から25%、パーソナリティ障害（特に境界性パーソナリティ障害）が30から40%、パニック障害などの不安障害、などがある。その他としては、ブリケ症候群、月経前緊張症候群、注意欠陥・多動性障害 (ADHD) などもある。なお、双極性障害との鑑別がつきにくい疾患もある。
境界性パーソナリティ障害 (BPD)
自殺未遂や対人関係の問題、気分の波や衝動性など、表面上の症状は似た点も多い。BPDは元来精神分析的な観点から定義されているが、診断基準上は行動面の特徴で診断するほかないため、判断を誤る可能性がある。見逃されやすい軽躁を確実に見極めることも重要である。アキスカルらは双極スペクトラムの患者がしばしばBPDと誤診されていると指摘した。士気低下 (Demoralization) による行動化によりBPDと診断されている可能性もある。また双極性障害の患者の約30%がBPDを合併しているとされ、パーソナリティ障害の合併率としては最も多く、次いで演技性、反社会性、自己愛性パーソナリティ障害と続く。双極II型などの双極素因者に安易に抗うつ薬や抗不安薬を投与し、“薬害性BPD”患者を作らないように注意する必要があるだろう。
自己愛性パーソナリティ障害 (NPD)
自己愛性パーソナリティ障害は境界性パーソナリティ障害と同様に分裂（スプリッティング）が生じており、誇大的自己とそれを反転させた無価値な自己とを抱えている。現実が思う通りにならない事態に直面すると無価値な自己へと「転落」して深刻な抑うつを呈し、事態が思う通りに展開して誇大的自己へと復帰すると一転して躁的万能感を示す。自己意識と連動した抑うつと軽躁の交代によって、双極II型障害や、急速交代型（rapid cycler）としばしば誤診される。双極性障害における各相期の持続期間は通常4週間以上であり、パーソナリティ障害では4週を越えることは少ない。パーソナリティ障害の場合、薬物療法は奏功せず、対症療法の域を出ない。
統合失調感情障害
双極I型障害の極期には幻聴・妄想を伴うことがあるが、統合失調感情障害では気分の症状がない時期にも精神病症状がある。
注意欠陥・多動性障害
ADHDでは気分の高揚はない。子供のイライラやかんしゃくはほとんどが正常か、注意欠陥多動性障害 (ADHD) などであり、流行する診断名に巻き込まれないよう。ほとんどかんしゃくは非常に短期間であり、ここでいうエピソード的ではない。#子どもの双極性障害も参照。
物質・医薬品誘発性双極性障害
アルコールカフェインなど、気分の変動が薬物の使用開始と中止に沿って、起きておさまり、適切な離脱の期間をすぎて気分の変動がおさまる。DSM-5では、一部の抗うつ薬や向精神薬が躁病を起こしても、症状の数が十分でない、イライラといった程度では診断すべきではない、と記される。ステロイドが例に挙げられている。
他の医学的疾患による双極性障害
脳梗塞、甲状腺機能亢進症など、医学的疾患によって気分の変動が起きており、その身体疾患の治療によって症状が改善される。DSM-5では、躁病を引き起こす最も知られたものに、クッシング病、多発性硬化症、脳卒中、外傷性脳傷害が例示されており、抑うつでは甲状腺機能低下症、ハンチントン病、パーキンソン病、外傷性脳傷害といったものが知られるが、その関連性が明確に確立されていないものもある。

### 診断補助
光トポグラフィーが、治療抵抗性のうつ病でかつ、統合失調症や双極性障害との鑑別が疑われる場合に使用されることがあるが、2016年に日本うつ病学会は、適切な診断を経ていない検査のみによる診断に注意を促している。

## 発症原因と遺伝
双極性障害は遺伝要因の影響が強い。一卵性双生児の一致率は、サンプルサイズや診断基準によって多くの異なる報告があるが、40-80%程度である。双子研究から推定された遺伝率は、研究によって異なるが80%前後と高い値を示すものが多い（遺伝率は個体間の差異のうち遺伝によって説明できる割合のことで、親から子に遺伝する確率ではない）。
双極性障害は遺伝に関係するとされているが、I型からはI型が、II型からはII型が遺伝するため、I型とII型は別の遺伝子に起因するものであると言われている。

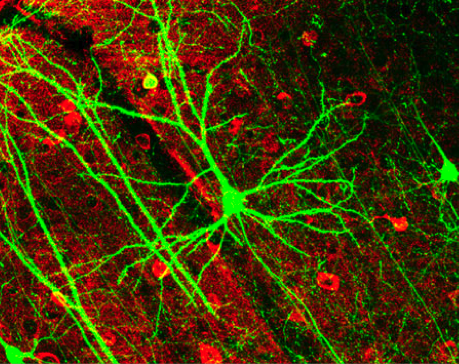
脳画像解析は双極性障害の被験者と健康な被験者の間に、脳の様々な部位で容積の差異があることを明らかにした

関連遺伝子を多数持ち、潜在的リスクのある人が、ストレスなどの外的要因にさらされた時に発生すると考えられ、統合失調症と同様に、ストレス脆弱モデルという概念で説明されうる。メンデルの法則に従わないこと、一卵性双生児であっても発症の有無は70%程度しか一致しないことなどから、遺伝病とはみなされない。遺伝要因があっても生活習慣で回避できる可能性はある。社会リズムを保つことや、薬物乱用、ストレスを避けることなどは意義があると考えられる。
家庭内の感情表出のレベルが高い（批判的、敵意、過度の感情的巻き込まれ）と、双極性障害や統合失調症や認知症などの精神疾患の発症の危険因子とされる。
双極性障害は、神経細胞の細胞内のカルシウムイオンの制御能が変調をきたしているとの説がある。リチウムイオンやバルプロ酸も、カルシウムシグナリングに影響し、作用する可能性も指摘されている。
しかし、はっきりとした原因や発病機構は分かっておらず、現在研究が進められている。
近年、グルタミン酸作動性神経伝達やミクログリアの異常が示唆されている。
2017年1月24日、藤田保健衛生大学(現・藤田医科大学）や理化学研究所、東京大学、大阪大学など全国32の大学・施設・研究チームによる共同研究で、日本人の双極性障害に関連する遺伝子の存在を明らかにした。11番染色体にあるFADS遺伝子は血中脂質濃度に関わり、この遺伝子中の特定配列をもつ人は発症リスクが1.18倍にもなるという。また白色人種を対象とした研究では先の研究結果を分析し、発症に関わっているとみられる別の遺伝子などもみつかっている。海外では2016年末時点までに双極性障害のリスクとなる遺伝子配列は20種弱特定されているという。

## 疫学
| 180年未満 180年から185年 185年から190年 190年から195年 195年から200年 200年から205年 | 205年から210年 210年から215年 215年から220年 220年から225年 225年から230年 230年を超える |

双極性障害の人口10万あたりの障害調整生命年 (DALY)（2004年）。
180年未満
180年から185年
185年から190年
190年から195年
195年から200年
200年から205年
205年から210年
210年から215年
215年から220年
220年から225年
225年から230年
230年を超える

双極性障害は世界で6番目に増加しつつある疾患であり、生涯有病率は3%である。生涯有病率は、米国ではおよそ4%、英国ではI型が成人の1%、II型が0.4%ほどであった。日本では、生涯有病率は約0.2%とかなり低い。この生涯有病率の国別での違いは、人種の違いや環境要因などによる可能性のほか、研究方法の問題点（回収率など）、診断の困難さ、国家間による双極性障害の治療のレベルの差の関与も考えられ、未だ結論は得られていない。うつ病と違い、明確な男女差はみられない。
|                          | 12か月有病率 | 12か月有病率 | 12か月有病率 | 生涯有病率 | 生涯有病率 | 生涯有病率 |
| 男性                     | 女性         | 合計         | 男性         | 女性       | 合計       |            |
| ------------------------ | ------------ | ------------ | ------------ | ---------- | ---------- | ---------- |
| 双極性障害I型            | 0.0%         | 0.06%        | 0.03%        | 0.1%       | 0.06%      | 0.08%      |
| 双極性障害II型           | 0.07%        | 0.12%        | 0.09%        | 0.11%      | 0.16%      | 0.13%      |
| 大うつ病性障害（うつ病） | 1.17%        | 3.08%        | 2.13%        | 3.84%      | 8.44%      | 6.16%      |
| 気分変調症               | 0.2%         | 0.44%        | 0.32%        | 0.35%      | 1.08%      | 0.72%      |

双極II型に関しては定義が曖昧であることもあり、データにはばらつきがある。これらの地域差は、面接の仕方や参加者の偏りなどによりバイアスがかかった結果である可能性もあるが、遺伝的要因、環境因である可能性も捨てきれず、今後の研究が待たれる。
自殺リスクが高く、20年後の自殺率は6%以上で生涯では10%以上、自傷は30%から40%のケースで起こっている。

## 治療
躁・うつの再発を予防するための気分安定薬を中心とした薬物療法と、再発をコントロールしたり再発の兆候をモニターするなどの心理教育や、対人関係のストレスへの対処や社会リズムを一定に保つことを目指す対人関係社会リズム療法 (IPSRT) などの心理社会的治療が治療の両輪となる。再発率が高いため、定期的なフォローアップが必要とされる。

### 心理社会的治療
以下のような心理社会的治療は、I型・II型の両方に有効とされる。薬物療法との併用でのみ推奨される。

#### 心理教育
再発予防のために、服薬の継続性を高め、ストレスを管理する際、次のような内容を患者に教育する。
第一に、躁状態やうつ状態が病的なものであると認識し、生活習慣を変えるよう助言する。本人は、躁状態を心地良く感じ、病気であると思わないことや、躁状態に戻りたいとさえ考える人もいる（病識の欠如）。
また、再発を繰り返す可能性のある慢性疾患であり、長期的治療を必要とすることを認識する。例えば糖尿病・高血圧などの慢性疾患のように、完全に治癒（服薬が必要ない状態）することはなく、最低2年間の服薬継続が必要と説明する。再発の兆候を早期に発見する方法を考え、その際は医師と相談するよう教育する。再発につながりやすいストレスを予測し、ストレスの乗り越え方（ストレス管理）を考える。規則正しい睡眠時間を確保し、またアルコールや、その他の精神作用物質の摂取を避けるべきである。生活習慣の改善は、永続なものとなりえることを認識する。
社会的ネットワークの再活性化を提案する。さらに重大なライフイベント（死別など）があった際には、支援を求める必要があることを教育する。
日本うつ病学会の双極症委員会は、患者や家族向けに「双極症とつきあうために」を公開しており、これを用いて心理教育を行うことも有用とされている。

#### 対人関係社会リズム療法 (IPSRT)
うつ病にも用いられる対人関係療法 (IPT)に、社会リズム療法 (SRT) を組み合わせた治療法。再発予防に対する有効性が報告されている。
対人関係療法では、重要な他者との良好な関係構築に向けた支援や、良い人間関係を築くための考え方とスキル習得のサポートなどを通じて、対人関係のストレスを減らし、生活上の変化に適応しやすくすることを目指す。
社会リズム療法では、生活リズムの乱れ（徹夜など）が症状の悪化につながることから、生活リズムを一定にすることを目指す。具体的には、生活の時間（起きる時間、食事の時間、寝る時間など）を記録し、日々の生活リズムをモニターしながら、ストレスの少ない生活リズムをルーティン化できるようサポートする。

#### 認知行動療法
双極性障害に対する認知行動療法は、うつ状態では、否定的自動思考などの認知のゆがみに焦点を当てて修正したり（「認知のゆがみ#認知の改善」を参照）、日常生活の中で楽しみや達成感を感じる活動を増やし活動性を高めることで気分を改善させたりする（「行動活性化」を参照）という、単極性うつ病と同様の目的でも用いられる（詳細は、「うつ病#認知行動療法」を参照）。
躁状態では、コーピングシート（ストレスへの認知面での対処方法が示された認知的コーピングと、行動を通したストレス対処方法が示された行動的コーピングから構成され、日常的に見ることができるもの。コーピングの種類については、「ストレス管理#技法」を参照）とチェックリスト（日々の気分や行動をチェックできるもの）を活用し、ストレスにうまく対処しながら気分にかかわらず安定した生活リズムを刻めるようサポートした事例がある。
寛解期では、認知行動療法の技法を用いながら、前述の疾患教育と同様の目標を持って行う。

#### その他の精神療法
カウンセリング（来談者中心療法）は、傾聴、受容、共感などの技法を用いた精神療法の基本であるが、双極性障害では、この療法の単独での治療は有効とは考えられない。また、精神分析療法の有効性も証明されていない。

### 薬物療法
気分安定薬による再発予防を基本とする。その他、うつ病エピソードでは非定型抗精神病薬や気分安定薬の併用、躁病エピソードにおいては抗精神病薬の併用が行われる。非定型抗精神病薬のうち、オランザピン、クエチアピン、アリピプラゾールに関しては、抗躁効果に加え、再発予防効果も報告されている。うつ病エピソードにおける抗うつ薬の使用については議論がある。
激しい躁病では抗躁効果に10日を要するリチウムに、追加して非定型抗精神病薬が用いられる。特に抑うつエピソード以外の躁病、維持期には、気分安定薬同士、または非定型抗精神病薬とで併用されることもあるが、科学的証拠が十分でない組み合わせもある。維持療法では、双極II型障害に対する薬物療法には明確なエビデンスがほとんどないため、頻回かつ重症、I型の家族歴が維持療法を行う目安が考えられるが判断は難しくケースバイケースとなる。I型・II型どちらでも躁病を誘導するため、抗うつ薬の使用は慎重に。
ガバペンチン、トピラマートは処方してはならない。

#### 気分安定薬
双極性障害の薬物療法の基本は、気分安定薬（英: mood stabilizer）による再発予防である。3ヶ月毎の定期的なフォローアップが必要であり、最低2年間は気分安定薬の継続が必要である。投与の中止は数週間から数か月かけて徐々に行う。
種類には炭酸リチウム、バルプロ酸、カルバマゼピン、ラモトリギンなどがある。リチウムには自殺予防効果が確認されており、ラモトリギンは抑うつエピソードの予防効果が最も認められている。特にリチウムの場合は、服薬が不規則であると効果がない上、中毒のリスクもあるため、薬を規則的に飲み有効血中濃度に保つことが重要であり、血液検査が可能な場合に限っての治療選択肢である。

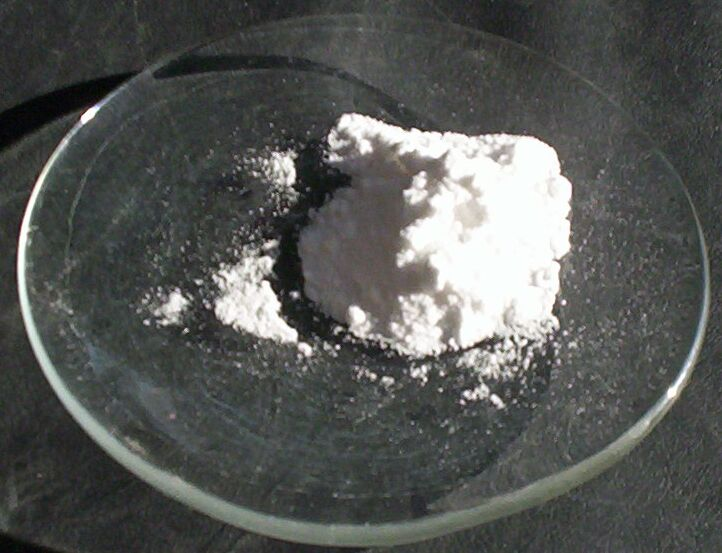
リチウム塩は児童の躁病の治療にアメリカ食品医薬品局から唯一承認されている薬物である

リチウム（商品名リーマスなど）
気分安定薬のうち、最も歴史が長く、その有効性についての科学的証拠もしっかりし安価であるため最も推奨される。再発予防効果、抗躁効果、抗うつ効果がある。また、自殺を予防する効果がある。激しい躁病では追加して非定型抗精神病薬が用いられる。陽気な躁（爽快気分が強い典型的な躁病）に対し有効という傾向がある。
治療域と中毒域が近いため、血中濃度を定期的に測定する必要がある。血液検査が不能か現実的ではない場合、リチウムを処方してはならないとWHOは勧告している。
一般的な副作用としては、手や指先の震えがあり、治療域の血中濃度でも起きることが少なくない。そのほか、倦怠感、強い喉の渇きや脱水を起こすこともある。有効血中濃度を超えた場合、複視、ふらつき、意識障害、腎障害、嘔吐などの中毒症状が現れる。
胎児に心臓奇形を起こす恐れがあることから妊婦への投与は禁忌とされている。心臓病や腎臓病を患っている者への投与にも、注意を要する。
リチウム塩の処方を中断する場合は、最低4週間、できれば3ヶ月かけ徐々に減薬する必要がある。
リチウムイオンが神経細胞を保護する役割をしているという報告があるが、詳しいメカニズムは現在研究中である。

バルプロ酸ナトリウム (VPA)（商品名デパケン、バレリンなど）
元々はてんかんの治療薬であるが、フランスで抗躁効果が見出され、日本でも保険適応が認められている。抗躁作用があり、病相予防効果がある可能性もある。抗うつ効果は確実ではない。肝障害、高アンモニア血症など、リチウムとは異なる副作用があるが、てんかんの薬としての実績も長く、リチウムに比べると副作用が問題になることは少ない。徐放剤があるため、服薬回数を減らしやすく、患者の服薬負担を減らすことができる。胎児への催奇性はリチウムより高いとされる。不快躁病、怒る躁（易怒性を伴う躁病）、混合状態に対し有効との傾向が報告されている。プライマリケアの段階では処方すべきではない。
バルプロ酸ナトリウムの処方を中断する場合は、最低4週間かけ徐々に減薬する必要がある。
カルバマゼピン (CBZ)（商品名テグレトールなど）
躁病に対する次点のグループの治療だが、抑うつ、維持療法では、その他推奨されうる治療法の位置づけとなる。元々はてんかん、三叉神経痛の治療薬であり、日本で、てんかんの精神症状との併発例を治療する過程で気分安定薬としての有効性が発見された。一般的な副作用としては、眠気や倦怠感、めまいなどであるが、ごくまれに、全身性の薬疹・肝機能障害・造血機能障害などが生じることがあり、重篤な状態となる場合もある。リチウムと同様に、有効血中濃度を超えると中毒症状が現れるため、定期的な血中濃度測定が必要である。またグレープフルーツを摂取するとカルバマゼピンの濃度が上昇するため、服用中は食べないようにするべきである。この薬の特徴的な副作用として、音が本来のものとずれた音程で感じられてしまう（半音の半分程度低く、あるいは高く感じられる）というものがある。
ラモトリギン（商品名ラミクタール）
躁病に対して推奨されない治療となり、抑うつエピソード、維持療法に用いられる。元々はてんかんの薬である。2011年7月に、日本でも双極性障害の再発・再燃予防への適応が認められた。スティーブンス・ジョンソン症候群などの、死亡率も高い重篤な全身性の発疹が生じる場合がある薬なので、少量から徐々に増量していく必要がある。また、バルプロ酸との併用時には特に血中濃度が上がりやすいため、2日に1回の服用から開始するなど、服用に際しては医師の指導の遵守が不可欠である。その他の副作用としては、頭痛、傾眠、めまい、肝障害などがある。
ラモトリギンの処方を中断する場合は、最低4週間かけ徐々に減薬する必要がある。

#### 抗精神病薬
WHOガイドラインでは、抗精神病薬は急性躁エピソードの治療選択肢のひとつとして挙げられている。
抗精神病薬は、定型抗精神病薬（第一世代）と、非定型抗精神病薬（第二世代）とに分けられる。後者は、手足が動く遅発性ジスキネジア（錐体外路症状）が定型より少ないとされ、代わりに糖尿病につながるような代謝異常の問題が顕著という特徴がある。多くの抗精神病薬について、抗躁効果が報告されている。
日本で、躁病に対して保険適応が認められている薬剤としては、定型抗精神病薬であるハロペリドール、クロルプロマジン、レボメプロマジン、スルトプリド、チミペロン（注射剤のみ）、そして非定型抗精神病薬のオランザピン、アリピプラゾールがある。一方、抑うつに対しては、非定型抗精神病薬のクエチアピン徐放錠、ルラシドン、オランザピンの保険適用が認められている。維持療法でも最も推奨されるリチウムの次点で一部の非定型抗精神病薬が推奨されている。
ルラシドン（商品名 ラツーダ）
抗うつ効果がある。代謝系副作用が少ない。
オランザピン（商品名 ジプレキサ）
抗躁効果、抗うつ効果、再発予防効果があることが報告されており、日本では2017年時点で躁にもうつにも適応がある唯一の薬剤で、副作用には食欲亢進、体重増加、脂質異常、糖尿病誘発などがある。
クエチアピン（商品名 セロクエル、ビプレッソ）
日本のガイドラインで抗うつ効果にも言及されている非定型抗精神病薬は、上記のルラシドン、オランザピンとこのクエチアピンのみとなり、本薬では躁への適応はないが、躁病、抑うつ、維持期の全般での使用は推奨される。同様のオランザピン同様の副作用があり糖尿病には禁忌である。
抗精神病薬の処方を中断する場合は、最低4週間かけ徐々に減薬する必要がある。

#### 抗うつ薬
双極性障害では、抗うつ薬の処方によって躁状態が誘発される可能性が否定できないため、処方は慎重を要し、患者には躁転リスクを説明すべきであり、かつ抗うつ薬単体では処方すべきではない。WHOガイドラインでは、中重度の抑うつエピソードの場合には気分安定薬との併用の元で、抗うつ薬を選択肢としているが、できる限り徐々に処方を中止する方向とするよう勧告されている。患者自身が躁転を感じたら即座に医師に連絡し、適切な対応法を聞くことは重要である。
双極性障害の抑うつエピソードに対して、抗うつ薬を併用して良いかどうかは、完全な結論には至っていないが現在の証拠からは推奨されていない。イミプラミンなどの「三環系抗うつ薬」と呼ばれる、古いタイプの抗うつ薬については、躁転のリスクが、SSRI（選択的セロトニン取り込み阻害薬）などの新しいタイプの抗うつ薬より高い。

#### 抗不安薬
躁病であり、興奮が強い場合（怒りや攻撃性が見られる場合）や不安・焦燥・緊張の緩和に用いることがある。気分安定薬の効果が現れるまでの間（2 - 3週間程度）、不安・焦燥・興奮などを鎮静するため併用することもあるが、ベンゾジアゼピン依存症のリスクもあり、漫然と長期に使用すべき薬剤ではなく、症状が改善しだい徐々に中止すべきである。

#### 服薬継続の必要性
双極性障害の維持療法（再発予防）のためには、継続的に服薬することが重要である（最低2年間）。医師の処方を守って服薬することを、服薬遵守あるいは英語でアドヒアランス（英: adherence）、あるいは服薬コンプライアンス（英: drug compliance）と言う。しかし、服薬の必要性が充分理解できていないこと、副作用を不快に感じること、一度に複数の種類の薬が処方されることで混乱することなどにより、服薬が不規則になったり中断することがある。
医師や薬剤師から病状やそれに対して現在行われている治療がどのようなものであるのか十分な説明を受け理解すること、家族など周囲の人も服薬に協力すること、医師は定期的のフォローアップし再発をモニターすることが重要である。

### その他の治療法
- 電気痙攣療法は他の介入に効果を示さない、難治性のうつ状態や激しい躁状態に対して行うことがある[81]。妊娠中も禁忌ではない。副作用としては記憶力の低下がある。
- 断眠療法は、双極性障害のうつ状態の効果が示されたこともあったが[82]、効果が一過性な上、躁転のリスクもあり、IPSRTの有効性が認められている現在、推奨される治療法とは言えない。
- 鍼治療は、双極性障害ならびに、関連疾患を伴った患者に有効な場合もある[83]。
- 漢方薬は抑肝散、甘麦大棗湯、加味逍遥散、黄連解毒湯など、漢方薬が有効なこともある。エビデンスレベルは高くない[84]。
- タウリン：一部の栄養療法士によるとタウリンが細胞膜安定化作用を持つことからリチウムに代わる代替療法になると主張される。エビデンスは明らかでない[85]。

## 子どもの双極性障害
初回の発病は15-19歳からであり、12歳以下は稀と言われている。小児期における双極性障害の発生率は1 - 5%程度とみられているが、数値の正確性も含め、様々な議論や研究が行われている。こうした症例は、突然に衝動性、攻撃性を示す一方、そのような状態を示す時以外は持続的に不快気分を示す時が多く、双極I型障害、双極II型障害の診断基準を満たさないことから、「特定不能の双極性障害」「非定型双極性障害」と診断される場合が多い。DSM-IVのアレン・フランセス編纂委員長は、DSM-IV発表以降、米国で小児双極性障害が40倍に増加したことについて、「育児上の問題、子どもの発達の問題すべてが双極性障害の証拠として解釈されてしまいました」「多くの子どもが幼い年齢であっても高用量の薬を処方されていて、子どもたちには非常に有害です」と述べている。アメリカ精神医学会が定めるガイドラインであるDSM-5のドラフトでは、こうした問題に対応するため、新たに「重篤気分調節症」という診断基準が提案されている（なお、DSM-5ドラフトでは、当初「Temper Dysregulation Disorder with Dysphoria」（神経不安を伴う気分調節障害）という診断名が提案されたが、パブリックコメントの募集の後、上記のように変更された）。
DSM-5では、重篤気分調節症 (DMDD) は抑うつ障害群の章に記載されている。
アレン・フランセスは、重篤気分調節症の診断名を使用しないよう推奨する。子供の双極性障害の診断を受けた例では、ほとんどの場合が躁とうつの循環ではなくエピソードではないかんしゃくなどを起こしているのみであり、そのような見解を裏付ける検証はなされておらず、製薬会社から支援を受けた「指導的な研究者や医師」が型にとらわれないように診断するよう促したことがあるが、正常な範囲であることもあり、また従来からよく使われた診断に伴った治療法の方が合っている可能性がある。診断名がレッテルとなったり、何かを諦めることにつながったり、保険に入るのが難しくなったり、子供の人生を歪めることもあり、またとりわけ肥満や糖尿病のリスクを増加させる可能性のある不適切な抗精神病薬の使用は控えることを推奨している。

## 歴史
躁状態とうつ状態が同一の患者に現れるという双極性障害の概念は、1850年代のフランスやドイツなどのヨーロッパで確立され、当時は循環精神病、気分循環症、重複精神病などと呼ばれた。1899年、エミール・クレペリンは、躁とうつという両極の症状が現れることよりもその周期性を重視し、単極性うつ病（うつ病）を双極性うつ病に含め、これらを躁うつ病 (manic-depressive illness) と命名した。しかしその後1960年代になると、AngstやCarlo Perrisらの臨床研究によって、うつ病と躁うつ病は異なる疾患であると考えられるようになり、さらに1970年代に、アメリカのDunnerらが双極性障害の中でもそれぞれ異なる経過をたどる患者がいるとして、双極I型障害、双極II型障害などを定義づけ、遺伝研究などから、II型はI型のたんなる軽症型ではなく異なるカテゴリーに属すると考えた
。
一方、クレペリンの躁うつ一元論の影響を受けたアキスカルは、抑うつ神経症の20%の患者が双極性障害の経過をたどっていることを見出し、うつ病と思われている症例の中に、躁状態が軽微であるために見過ごされているケースがあることを指摘。双極性障害の概念を拡張し、1983年により広義の双極スペクトラムを提唱するに至った。2005年5月、文部科学省科学技術政策研究所の第8回デルファイ調査報告書によると2020年迄に双極性障害の原因が分子レベルで解明されると予測している。
DSM-IVのアレン・フランセス編纂委員長は、双極性障害に分類されれば副作用の危険性のある治療が行われ、うつ病と診断されれば抗うつ薬を投与され躁病を誘発しかねないという、その間に、DSM-IVに双極II型障害を設けた方が安全な治療が行われるだろうと判断した一方で、製薬会社はかすかな気分の高揚に双極性障害を疑うという積極的なキャンペーンを開始し、誤診され不要な薬を処方される事態も引き起こした。アレン・フランセスは「双極II型を診断基準に追加したのは、患者さんを抗うつ薬による医原性の弊害から守るためでした」と述べている。DSM-IV発表以降、アメリカ合衆国では双極性障害が2倍に増加している。急増は日本も同様である。

## 双極性障害や疑惑のある著名人
双極性障害の芸術家が少なくないとの意見が度々提起されている。病跡学の観点から関心が持たれ、双極性障害と創造性についてたびたび議論されている。2005年に行われた調査では、双極性障害の親を持つ子供は、創造性のテストで他の群より高得点であったとの報告もある。2006年のスタンフォード大学の調査では、双極性障害の患者は創造性が高かったとの結果が出ている。しかしそうでない結果もあり、双極性障害と創造性の関係性を示す根拠にはならなかった。また、全米作家協会のメンバーに行った調査では、作家に有意に多かったとの報告もあるが、サンプル数が少なく根拠を示すには確実ではないとされる。イギリスでは、著名人が双極性障害を告白したことや、テレビの特集などを通じて双極性障害の認知度が高まっていることにより、安易に自己診断する人が増えているという。同国のダイアナ・チャン博士とレスター・シアリング博士は、BBCの番組に対し、「精神疾患の比較的穏やかな側面が描かれており、暴力などのリスクとの強い結びつきについてはほとんど言及されていない」と注意を促している。その他有名人の双極性障害では、彫刻家のミケランジェロ、画家のゴッホ、作家ではゲーテ、スウィフト、マルキ・ド・サド、バルザック、ディケンズ、トルストイ、メルヴィル、ジャン・ジュネ、ヴァージニア・ウルフ、ヘミングウェイ、ケルアック、哲学者ではキェルケゴール、ニーチェ、政治家ではニキータ・フルシチョフやウィンストン・チャーチル、音楽家ではベートーヴェン、シューマン、ブライアン・ウィルソン、ニルヴァーナのカート・コバーン、ガンズアンドローゼズのアクセル・ローズ、俳優ではヴィヴィアン・リー、ジャン＝クロード・ヴァン・ダム、リンダ・ハミルトン、キャサリン・ゼタ＝ジョーンズ、デミ・ロヴァートなどが知られている。日本人では作家の太宰治、宮沢賢治、夏目漱石（但し一般的には神経衰弱とされていて、他に統合失調症など諸説がある）、坂口安吾、遠藤周作、北杜夫、開高健、中島らも、絲山秋子、諏訪哲史が知られており、他に俳優の田宮二郎、タレントの泰葉、書誌学者の谷沢永一、現代美術家の大山結子、作家で建築家の坂口恭平もいる。なお近年になって双極性障害の当事者アーチスト達による創作活動も活発化している。ゲーテは、クレッチマーやメビウスによって双極性障害だと考えられている。  
ゴッホについては専門家の間でも本当に双極症だったのか疑惑レベルで見解が分かれており、ロシア系フランス人のミンコフスカ(Françoise Minkowska、ミンコフスキーの妻)はてんかん説、ドイツのカール・ヤスパースは統合失調症説と説かれている。

## 知能との関連
1988年から1997年の間にスウェーデンで義務教育を修了した人の15歳から16歳までの成績を調べたところ、成績が優秀な生徒は平均的な成績の生徒よりも31歳までに双極性障害を発症する率が4倍近く高いことが分かった。一方で成績が最も悪い生徒も発症する率が2倍近いことが分かった。

## 研究
- 不安症状を伴う場合
  - 双極性障害の発症時に不安症状を伴う場合、4分の1は適切な治療を受けるのが遅れ、予後が悪くなる[119]。
- 早期診断と治療
  - 単極性うつ病と双極性うつ病では治療アプローチが異なるため、うつ病診療においては早期診断が重要である[120]。
- 鍼治療
  - 標準治療へ鍼治療を上乗せすることにより、うつ症状は2か月後に一定の改善がみられた[121]。